# Церква Покрова Пресвятої Богородиці (Жуківка)
Церква Покрова Пресвятої Богородиці — чинна мурована церква у селі Жуківка Згурівського району Київської області, пам'ятки архітектури та духовний осередок села. Єдина збережена церква Київщини, збудована у псевдоросійському стилі. Парафія належить до Згуріського благочиння Бориспільської єпархії УПЦ МП.

## Архітектура
Церква хрещата в плані. Виконана в псевдоросійському стилі, що імітує основні ознаки московсько-ярославського зодчества XVII століття. У такому стилі виконано вхід до храму, оздоблення вікон, інші архітектурні деталі фасаду. Можливо, у такому ж стилі було виконано головну баню та баню дзвіниці над притвором. Вікна вівтарної частини оздоблені кольоровими вітражами.

## Історія
Жуківка довгий час належала представникам дворянського роду Дмитрашко-Райчів (Думитрашків), тут був також їх маєток. На межі ХІХ—ХХ століть тут мешкав Микола Миколайович Дмитрашко-Райч — державний діяч, предводитель дворянства Переяславського повіту Полтавської губернії. Він же був інженером-архітектором.
Микола Дмитрашко-Райч розробив проект цегляного храму в селі, впродовж 1901—1902 років церкву було збудовано. Ця церква не лише була парафіяльним храмом села, а й була родовою усипальницею Дмитрашків.
У радянський час церкву було закрито, скинуто бані. Проте саму будівлю не було зруйновано. У 1990-х роках храм з поруйнованими банями повернули громаді. Храм на початок XXI ст. є діючим, проте втрачені бані досі не відновлено.